# Le Bouvet (magazine)
Vous êtes invité à donner votre avis sur cette page de discussion, de manière argumentée en vous aidant notamment des critères d’admissibilité ou en présentant des sources extérieures et sérieuses.  
Après avoir apposé le modèle {{Admissibilité}} sur une page, suivez les étapes expliquées sur Wikipédia:Débat d'admissibilité/Aide :
| 1. | Créez la page de débat d'admissibilité.                                                                      | Sauvegardez d’abord la page pour l’initialiser puis indiquez votre motivation.              |
| 2. | Important : ajoutez une entrée dans la section Débat d'admissibilité du jour.                                | Utilisez ce texte : *{{L\|Le Bouvet (magazine)}}                                            |
| 3. | Pensez à informer les contributeurs principaux de la page et les projets associés lorsque cela est possible. | Utilisez ce texte : {{subst:Avertissement débat d'admissibilité\|Le Bouvet (magazine)}}~~~~ |

Pour les articles homonymes, voir Bouvet.
 (août 2009).
Si vous disposez d'ouvrages ou d'articles de référence ou si vous connaissez des sites web de qualité traitant du thème abordé ici, merci de compléter l'article en donnant les références utiles à sa vérifiabilité et en les liant à la section « Notes et références ».
Le Bouvet est un magazine bimestriel français consacré à l’ébénisterie et à la menuiserie édité par Martin Media.

## Historique
Le Bouvet est créé en novembre 1986 par Didier Ternon. Destiné aux amateurs passionnés par le travail du bois, il propose un contenu alors inédit : des plans de réalisation (au moins un par numéro), des articles techniques, des astuces partagées entre utilisateurs... Le premier numéro fait 12 pages et rencontre un succès qui croîtra régulièrement par la suite . À cette époque, Le Bouvet est disponible uniquement sur abonnement.
En 2001 (no 86), le fondateur Didier Ternon cède son titre à l’éditeur Martin Média. Il se retire au no 88, à 65 ans, poursuivant un temps la rédaction d’articles.
En 2002, Le Bouvet est lancé en kiosques avec couverture en couleurs. L’impression des pages intérieures passe en bichromie noir + marron sur papier blanc (jusqu’alors, Le Bouvet était imprimé en noir sur papier marron). La pagination augmente également, passant de 24 à 40 pages.
En mai 2003, Le Bouvet ouvre son site internet qui propose un dictionnaire spécialisé sur le travail du bois, à destination des passionnés.
En novembre 2009, la maquette du Bouvet franchit un nouveau pas, pour passer en quadrichromie (tout en couleurs). La pagination augmente à nouveau, pour atteindre 48 pages.
En janvier 2013, l'équipe lance son nouveau site Internet BLB-bois, réunissant l'univers du Bouvet et celui d'une autre revue du groupe, BOIS+, consacrée au travail du bois à l'électroportatif (BLB : pour BOIS+ - Le Bouvet). Le site propose en accès gratuit des articles, des modèles de réalisation, des vidéos, un dictionnaire spécialisé… Comme l'ancien lancé en 2003, il s'accompagne d'une boutique en ligne, mais hébergée sur un site spécifique.
Le magazine est référencé dans le centre de ressource de la forêt et du bois mais aussi dans plusieurs sites de presse en ligne,,